# Toledo
För andra betydelser, se Toledo (olika betydelser).
Toledo (spanskt uttal: [toˈleðo]
 ( lyssna)) är en stad och kommun i den autonoma regionen Kastilien-La Mancha i centrala Spanien. Staden ligger cirka 68 kilometer sydväst om Madrid. Toledo är huvudort i både provinsen med samma namn och Kastilien-La Mancha. Kommunen har 86 526 invånare (2024), på en yta av 232,14 km².
Toledos gamla stad blev 1986 uppsatt på Unescos världsarvslista.
Staden ligger vid floden Tajo, på en kulle med en höjd av 100 meter över floden som omsluter staden längs kullens bas och bildar en uttalad meander, känd som el torno del Tajo ("Tajos böj"). Järnvägsförbindelse till bland annat Madrid finns. Det går även motorväg från Toledo till bland annat Madrid och Tomelloso.

## Historia

### Medeltiden

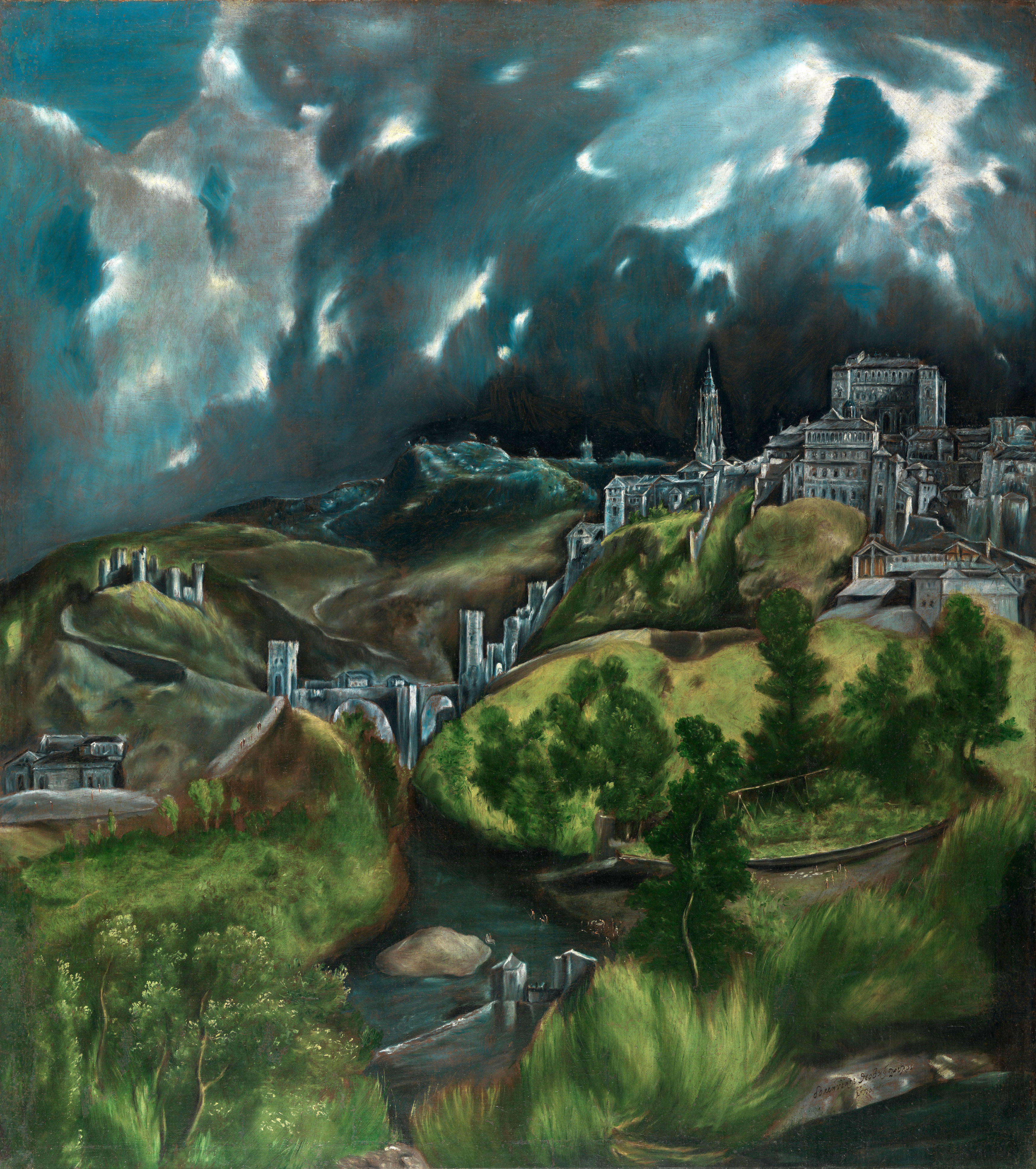
Utsikt över Toledo, av El Greco cirka 1600.

Los Reyes Católicos bebyggde och gjorde staden större, och i katedralen i Toledo proklamerades Johanna den vansinniga och Filip den sköne som arvingar till den spanska kronan (1502).
Staden var en av de första som enades i kommunrevolten (1520), med ledare som Lasso de Vega och Padilla. Efter kommunernas nederlag vid Villalar den 23 april 1521 (Padilla blev avrättad dagen efter), blev Toledos invånare, under framgångsrik ledning av Padillas änka María Pacheco Padilla, de som gjorde mest motstånd mot utnämningen av Karl I, fram till nederlaget 1522. Toledo omvandlades till en av imperiets huvudstäder.
Sedan Filip II år 1563 beslutat att flytta hovet till Madrid, tappade staden en stor del av sin politiska och sociala tyngd. Nedgången för textilindustrin accentuerade Toledos förfall, som också gick i takt med Spaniens historia.
Bildandet av Real Compañía de Comercio y Fábricas ("Kungliga kompaniet för handel och tillverkning") 1748, var ett försök av kungahuset att inspirerade av upplysningstiden återuppväcka staden, vilket under en kort tid åter gav liv åt staden, men i mitten av 1700-talet var den återigen i förfall och hade reducerats till att enbart handha administrativa funktioner.

### Modern historia
När spanska inbördeskriget bröt ut hamnade staden i den republikanska zonen. I Alcázar, som var högkvarter för infanteriakademin, sökte en grupp nationalister skydd (1 950 personer, enligt den samtida bulletinen El Alcázar) under ledning av överste Moscardó, och gjorde motstånd mot regeringen från 21 juli 1936 fram till ankomsten av general Varelas trupper den 27 september samma år. Belägringen av Alcázar, en händelse som fick genomslag över hela världen, användes ofta i propagandan för Franco. El Alcázar, som blivit nästan helt förstörd vid belägringen rekonstruerades senare i sin helhet.
Förtrycket och våldet mellan de båda sidornas anhängare var ett karakteristiskt inslag för kriget och för efterkrigstiden. I en början, då staden fortfarande låg under republikansk dominans ordnades allmänna avrättningar, där stadens medborgare avrättades vid blotta misstanken om att tillhöra högerfalangen eller tillhöra den katolska kyrkan. Vid en av dessa arkebuseringar dödades dekanen i stadens katedral och enligt Francoregimens historia dödades också Franco Moscardó Luis, som var son till den belägrade översten i Alcázar. I september 1936 installerades en folkdomstol i ärkebiskopens palats. Den blev kortlivad, och genomförde endast fyra processer innan den flyttades till Madrid. Livet i staden innebar ett konstant tillstånd av krig, med sammandrabbningar och oupphörliga bombningar av området El Alcázar. Felriktade bombningar orsakade många skador i staden, särskilt vid det närbelägna torget Zocodover. Efter att staden intagits av Francotrogna trupper blossade förtrycket åter upp, i synnerhet med avrättningar på sjukhus av kvinnor och sårad milis. Fram till och med december 1936 befann sig staden i ett tillstånd av terror, under ledning av befälhavaren Planas och riktat mot alla medborgare som inte hade samarbetat med de nationella styrkorna.
Staden valdes till officiell huvudstad för den autonoma regionen Kastilien-La Mancha 1983.

## Geografi

### Klimat

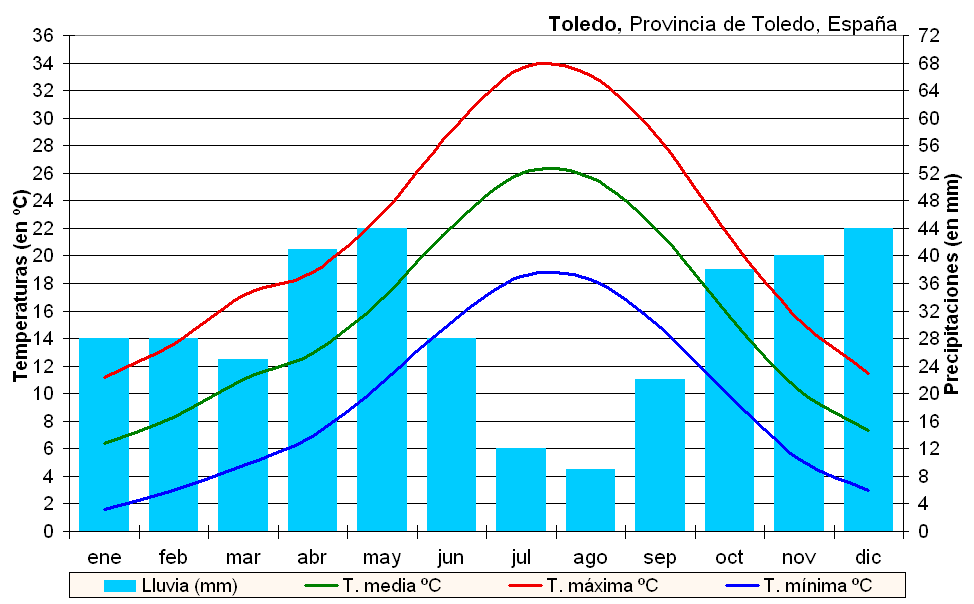
Klimatet i Toledo (Buenavista).

Toledo har medelhavsklimat med tendens åt inlandsklimat, med lite nederbörd som koncentrerar sig till våren och slutet av hösten, med torka under sommaren och en betydande temperaturskillnad under dygnet. Temperaturen är behaglig under vintern, med ofta återkommande kyliga perioder fast mindre än i andra zoner i regionen. Under sommaren är temperaturen hög med maximitemperaturer som ibland går över 40 °C.

## Demografi
Faktorer som prisökningen på bostäder i Madrid och de förbättrade kommunikationerna, som placerar Toledo på ett avstånd av endast trettio minuter från Atochastationen i Madrid, har under de senare år orsakat en kraftig ökning av befolkningen.